# Железничарско първенство по футбол 1945
Турнирът е част от Железничарски физкултурни състезания, организирани от Съюза на железничарите и моряците в България /СЖМБ/, включващи още турнири по гимнастика, лека атлетика, волейбол, баскетбол, шах, колоездене и спортна стрелба (лов).
Финалната среща е проведена на 11 ноември 1943 г. на стадион "Юнак" в София и с нея са закрити Железничарскиите физкултурни състезания.

## Участници
Право на участие в турнира имат всички желаещи железничарски спортни клубове в България. В турнира участват 10 клуба:
- Локомотив (София)
- ЖСК-Левски (Пловдив)
- Локомотив (Русе)
- Локомотив (Варна)
- Септемврийски локомотив (Бургас)
- ЖСК (Стара Загора)
- ЖСК-Ботев (Плевен)
- ЖСК-Борислав (Горна Оряховица)
- ЖСК (Дряново)
- Локомотив (Перник)

## 1 кръг
14 октомври 1945 г., неделя:
| ЖСК (Дряново)                    | ЖСК (Стара Загора)   | ?:? |
| Локомотив (Варна)                | Локомотив (Русе)     | 0:1 |
| ЖСК-Борислав (Горна Оряховица)   | ЖСК-Ботев (Плевен)   | 0:1 |
| Септемврийски локомотив (Бургас) | ЖСК-Левски (Пловдив) | 2:0 |
| Локомотив (Перник)               | Локомотив (София)    | 1:3 |

Резултатът от мача ЖСК (Дряново) - ЖСК (Стара загора) не е известен. Напред продължава ЖСК (Стара Загора).

## 2 кръг
21 октомври 1945 г., неделя:
| ЖСК-Ботев (Плевен)               | Локомотив (Русе)  | 0:0 |
| Септемврийски локомотив (Бургас) | Локомотив (София) | 3:2 |

22 октомври 1945 г., понеделник:
| ЖСК-Ботев (Плевен) | Локомотив (Русе) | 0:2* [преиграване] |

ЖСК (Стара Загора) почива в този кръг и се класира направо за полуфинал. Локомотив (Русе) елеминира ЖСК-Ботев (Плевен) на терена, но впоследствие резултатът е анулиран и напред продължава плевенският отбор.

## 3 кръг – 1/2 финали
21 октомври 1945 г., неделя:
| ЖСК-Ботев (Плевен) | ЖСК (Стара Загора) | 3:1 |

Локомотив (София) почива в този кръг и се класира направо за финала.

## Финал[1]
| 11 ноември 1945 г., неделя, стадион "Юнак", София: |     |                    |
| Локомотив (София)                                  | 3:1 | ЖСК-Ботев (Плевен) |

Съдия: Никола Гелев (София).
Локомотив (София): Костов, Ангелов, Серафимов, Дръндаров, Орманджиев, Лазар Христов, Василев, Милушев, Делев, Милев, Йорданов.
ЖСК-Ботев (Плевен): Мартинов, Тодоров, Цветков, Костов, Георгиев I, Берков, Цанев, Георгиев II, Казаков, Киров, Маринов.